# 阿尔伯特·布鲁斯·杰克逊
阿尔伯特·布鲁斯·杰克逊（英语：Albert Bruce Jackson，1876年2月14日—1947年1月14日）是英国植物学家和树木学家。1907年到1910年，他在基尤皇家植物园担任助理。之後從1932年到1947年在大英博物馆担任助理。

## 书目
- . 1910.
- . 1913. hdl:2027/mdp.39015059783996.
- . 1927. hdl:2027/mdp.39015015202214.
- A Handbook of Coniferæ including Ginkgoaceæ with William Dallimore, 1923
- . 1935.
- Identification of Conifers, 1946